# International Game Technology
International Game Technology est une entreprise américaine de machines de jeux électroniques basée à Reno dans l'État du Nevada aux États-Unis.

## Activités
- Jeux
- Gestion de loterie
- Loteries en ligne et instantanées
- Machines de jeux électroniques
- Paris sportifs

## Principaux actionnaires
Au 24 avril 2020.
| B&D Holding di Marco Drago         | 50,6% |
| Boston Partners Global Investors   | 4,82% |
| Lazard Asset Management            | 3,78% |
| OppenheimerFunds                   | 3,13% |
| Capital Research & Management -GO- | 3,10% |
| Invesco Advisers                   | 3,09% |
| Marshall Wace North America        | 2,78% |
| Capital Research & Management -WI- | 2,67% |
| Kairos Partners                    | 2,50% |
| Polaris Capital Management         | 2,33% |